# Giovanni Calderini

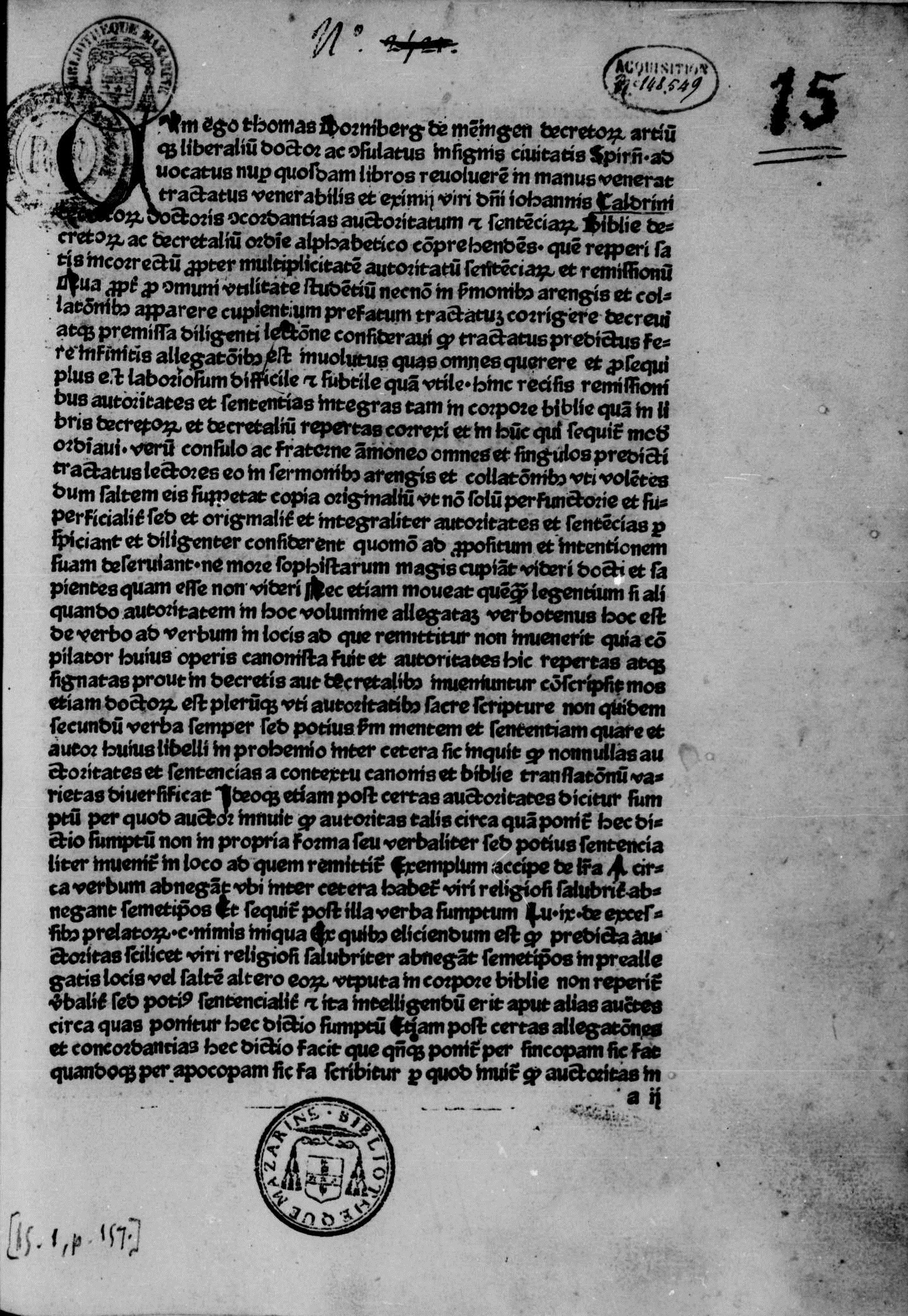
Concordantia sive Ambidexterium, 1481

Giovanni Calderini (Bologna, ... – Bologna, 1365) è stato un giurista italiano.

## Biografia
Allievo di Giovanni d'Andrea, fu docente di diritto canonico all'università di Bologna fino al 1359. Scrisse innumerevoli opere, tra cui un Repertorium giuridico. Fu giurista anche il figlio Gaspare Calderini.

## Opere
- (LA) Consilia, Roma, Adam Rot, 1472.
- (LA) Concordantia sive Ambidexterium, Speyer, Peter Drach, 1481.

### Manoscritti
- Consilia, XV secolo, Firenze, Biblioteca Riccardiana, Fondo Riccardiano, Ricc. 812 (antea L.II.10).
  -  Consilia, XV secolo, Torino, Biblioteca Nazionale Universitaria, Fondo manoscritti, ms. H.I.9,  ff. 178-263.
- Lectura Authentici, XV secolo, Wien, Österreichische Nationalbibliothek, Codices (Altbestand), Cod. 5137 (antea Rec. 3048),  ff. 156r-193v.
- De summa interdicti, XV secolo, Kraków, Biblioteka Jagiellońska, Rękopisy, Ms. 348,  pp. 423-425.
- De ecclesiastico interdicto, XV secolo, Uppsala, Universitetsbiblioteket Uppsala, Handskrifter, C. 578,  ff. 1-36.
- Tractatus de appellationibus, accusationibus et relationibus, XIV secolo, Wien, Österreichische Nationalbibliothek, Codices (Altbestand), Cod. 2058 (Vindobonensis Palatinus (antea Jus can. 93),  ff. 3b-5a.